# Santiago Ascacíbar
Santiago Lionel Ascacíbar (* 25. Februar 1997 in La Plata) ist ein argentinischer Fußballspieler. Der Mittelfeldspieler steht bei Estudiantes de La Plata unter Vertrag.

## Karriere

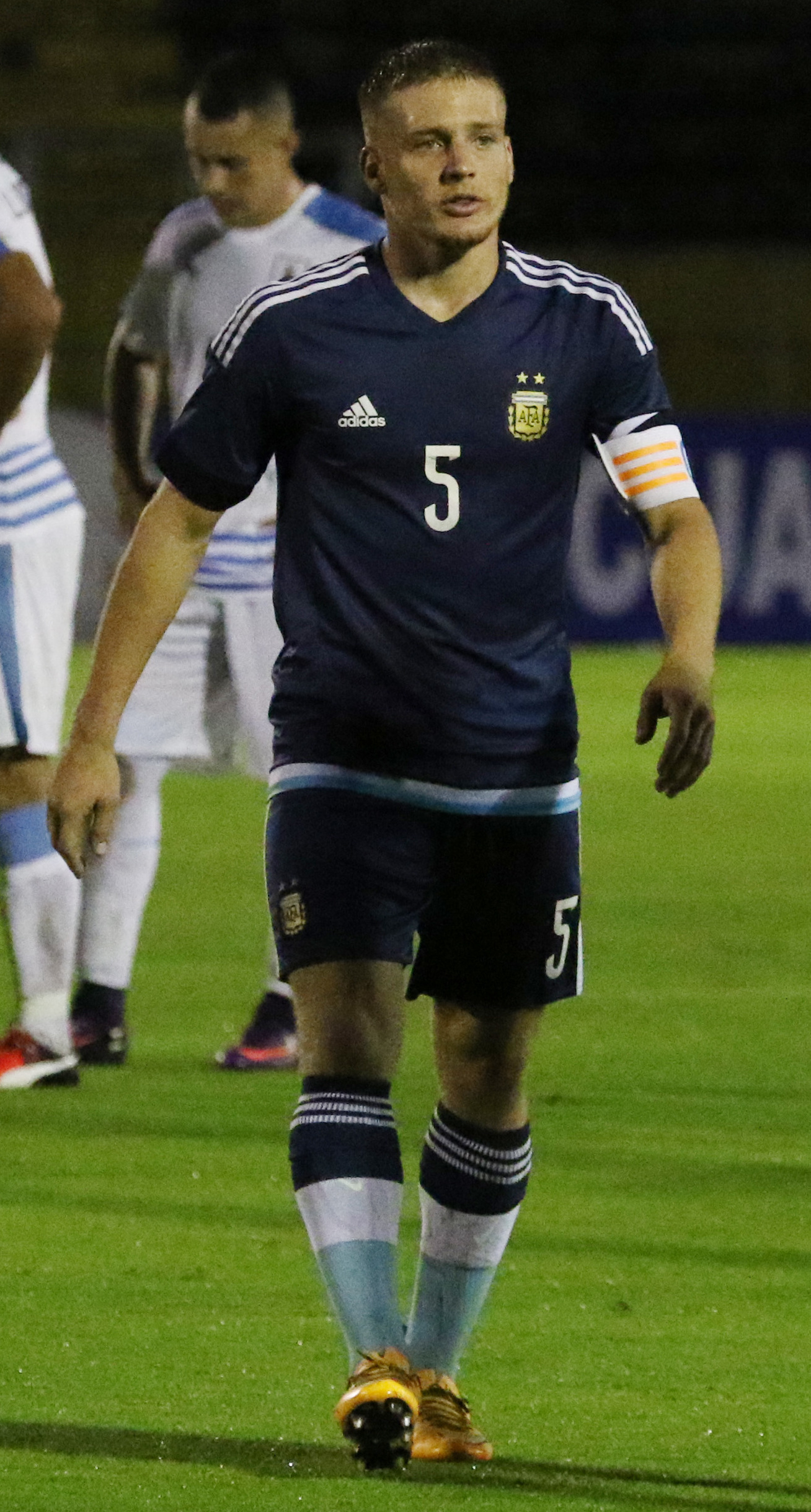
Santiago Ascacíbar mit der Kapitänsbinde bei der U20 Argentiniens (2017)

### Verein
Ascacíbar schloss sich 2006 der Jugend von Estudiantes de La Plata an. Zum Beginn des Jahres 2016 wurde er in die erste Mannschaft des Klubs aufgenommen. Daraufhin gab er am 8. Februar 2016 im Spiel gegen CA Lanús sein Debüt in der Primera División.
Am 22. August 2017 wechselte Santiago Ascacíbar zum in die Bundesliga aufgestiegenen VfB Stuttgart und unterzeichnete einen Fünfjahresvertrag. Ascacíbar verlängerte seinen Vertrag mit dem VfB am 9. August 2018 um ein weiteres Jahr bis Ende Juni 2023. Mit dem VfB stieg er am Ende der Saison 2018/19 in die zweite Bundesliga ab.
Nach 13 Hinrundeneinsätzen (1 Tor) verließ der Argentinier den VfB innerhalb der Winterpause und unterschrieb einen bis 2024 gültigen Vertrag beim Bundesligisten Hertha BSC.
Zur Saison 2022/23 wechselte Ascacíbar für ein Jahr auf Leihbasis in die italienische Serie A zur US Cremonese; der Aufsteiger erhielt zudem eine Kaufoption. Nach 13 Ligaeinsätzen wurde die Leihe im Januar 2023 vorzeitig beendet und Ascacíbar kehrte zu Estudiantes de La Plata zurück. Er wurde zunächst ausgeliehen, anschließend besteht eine Kaufoption.

### Nationalmannschaft
Bei den Olympischen Spielen 2016 war Ascacíbar in allen drei Gruppenspielen für die Olympiaauswahl Argentiniens über die volle Spieldistanz im Einsatz. Zum Beginn des folgenden Jahres wurde er zum Mannschaftskapitän der argentinischen U20-Nationalmannschaft ernannt. Bei der Südamerikameisterschaft 2017 qualifizierte sich Ascacíbar mit Argentinien für die U20-Weltmeisterschaft 2017.
Am 8. September 2018 debütierte Ascacíbar im Los Angeles Memorial Coliseum für die argentinische A-Nationalmannschaft, als er beim 3:0-Sieg im Freundschaftsspiel gegen Guatemala zur Halbzeit eingewechselt wurde.